# 2010年アブダビグランプリ
2010年アブダビグランプリは、2010年F1世界選手権最終戦として、2010年11月14日にヤス・マリーナ・サーキットで開催された。正式名称は2010 ETIHAD AIRWAYS ABU DHABI GRAND PRIX

## レース前の状況
3チーム、5名のドライバーによって争われてきたドライバーズチャンピオンシップは最終戦で雌雄を決することになった。前戦終了時点のポイントランキングは、韓国GPでトップに立ったフェルナンド・アロンソ（フェラーリ）が246点、マーク・ウェバー（レッドブル）が8点差の238点、セバスチャン・ベッテル（レッドブル）が15点差の231点、ルイス・ハミルトン（マクラーレン）が24点差の222点。ジェンソン・バトン（マクラーレン）はすでにタイトル争いから脱落している。
| ドライバー | 得点（勝数） | 優勝 | 2位 | 3位 | 4   | 5   | 6   | 7   | 8   | 9   | 10  |
| ---------- | ------------ | ---- | --- | --- | --- | --- | --- | --- | --- | --- | --- |
| アロンソ   | 246（5勝）   | 271  | 264 | 261 | 258 | 256 | 254 | 252 | 250 | 248 | 247 |
| ウェバー   | 238（4勝）   | 263  | 256 | 253 | 250 | 248 | 246 | 244 | 242 | 240 | 239 |
| ベッテル   | 231（4勝）   | 256  | 249 | 246 | 243 | 241 | 239 | 237 | 235 | 233 | 232 |
| ハミルトン | 222（3勝）   | 247  | 240 | 237 | 234 | 232 | 230 | 228 | 226 | 224 | 223 |

- 得点は10位までに25-18-15-12-10-8-6-4-2-1点。
- 同点の場合は優勝回数および上位成績によりランキングが決定する。
- 太字は無条件でタイトル決定。斜体は条件付きでタイトル決定。

アロンソは2位以内でフィニッシュすれば他者に関係なく自力でタイトルを決められる。ウェバーは5位以上、ベッテルは2位以上が最低必要であり、あとはアロンソの結果次第。ウェバー優勝の場合アロンソが3位以下、ベッテル優勝の場合アロンソが5位以下でないとそれぞれ逆転できない。ハミルトンは優勝しても、アロンソ無得点・ウェバー6位以下・ベッテル3位以下という条件が揃わなければならず、可能性は極めて低い。
上記4ドライバーがチャンピオンを獲得するための条件は以下のとおり。
アロンソ
2位以上＝自動的に獲得、3～4位＝ウェバー2位以下、5位＝ウェバー2位以下/ベッテル2位以下、 6位＝ウェバー3位以下/ベッテル2位以下、7位＝ウェバー4位以下/ベッテル2位以下、8位＝ウェバー4位以下/ベッテル2位以下、9位＝ウェバー5位以下/ベッテル3位以下、10位以下＝ウェバー6位以下/ベッテル3位以下
ウェバー：最低条件－5位以上
優勝＝アロンソ3位以下、2位＝アロンソ6位以下/ベッテル2位以下、3位＝アロンソ7位以下/ベッテル2位以下、4位＝アロンソ9位以下/ベッテル2位以下、5位＝アロンソ10位以下/ベッテル3位以下
ベッテル：最低条件－2位以上
優勝＝アロンソ5位以下、2位＝アロンソ9位以下/ウェバー5位以下
ハミルトン：最低条件－優勝
優勝＝アロンソ11位以下/ウェバー6位以下/ベッテル3位以下
注目はレッドブルチームがチームオーダーを発動するかという点であった。仮にレースがベッテル-ウェバー-アロンソという展開になった場合、ベッテルがウェバーに優勝を譲ってアロンソを抑え込む役割を果たせば、ウェバーのチャンピオン獲得が可能となる。しかし、レッドブルはドイツGP以降フェラーリのチームオーダーを批判し、両ドライバーを公平に競わせる方針を唱えてきた。アロンソも「レッドブルは平等性を説くことに3カ月を費やしてきたのだから、今、同じ哲学を継続するべきだね」とコメントした（アロンソ的にはベッテルが勝った方が条件は楽になる）。ウェバー、ベッテルとも決め事はないとして、メディアの質問をかわしていた。
また、最終戦は1997年以来タイヤサプライヤーを務めてきたブリヂストンにとって最後のF1レースとなった。（ワンメイクであるため）このレースを終えるとF1通算勝利数は175勝に達する。

## 予選

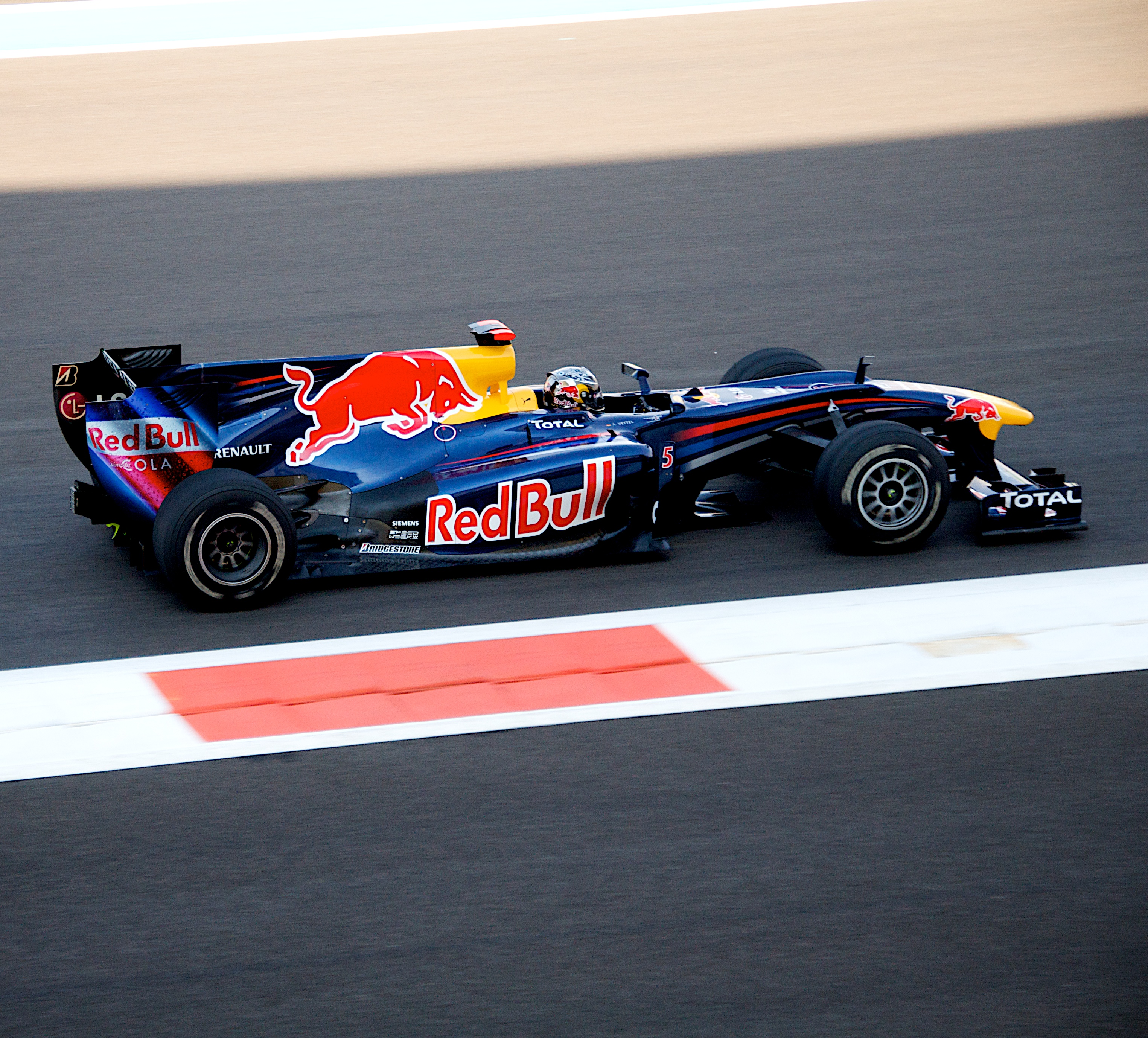
ポールポジションを獲得したセバスチャン・ベッテル

ヤス・マリーナは元々路面が滑りやすい上に、火曜日と金曜日の午前中に雨が降ったため、コースコンディションはさらに難しくなった。ブリヂストンはスーパーソフト（オプション）とミディアム（プライム）の2種類のタイヤを持ち込んだが、フリー走行ではスーパーソフト側にグレイニング（ささくれ磨耗）の症状が現われた。
予選Q3で、レッドブル勢は燃料を積んだ状態での連続周回アタックという作戦を選んだ。ベッテルは今季10回目となるポールポジションを獲得したが、ウェバーはタイムをまとめきれず5番グリッドに沈んだ。ここ数戦低迷していたマクラーレンは最終型Fダクトの投入が成功し、ハミルトンが2位、バトンが4位を獲得した。ハミルトンはマッサの進路を妨害したとして審議対象になったが、ペナルティーは必要なしと判断された。アロンソは最後のアタックで3番手タイムを記録し、タイトル争いの直接のライバルであるウェバーよりも前からスタートすることになった。

### 結果
| 順位 | No | ドライバー                 | チーム                         | Q1       | Q2       | Q3       | Grid |
| ---- | -- | -------------------------- | ------------------------------ | -------- | -------- | -------- | ---- |
| 1    | 5  | セバスチャン・ベッテル     | レッドブル・ルノー             | 1:40.318 | 1:39.874 | 1:39.394 | 1    |
| 2    | 2  | ルイス・ハミルトン         | マクラーレン・メルセデス       | 1:40.335 | 1:40.119 | 1:39.425 | 2    |
| 3    | 8  | フェルナンド・アロンソ     | フェラーリ                     | 1:40.170 | 1:40.311 | 1:39.792 | 3    |
| 4    | 1  | ジェンソン・バトン         | マクラーレン・メルセデス       | 1:40.877 | 1:40.014 | 1:39.823 | 4    |
| 5    | 6  | マーク・ウェバー           | レッドブル・ルノー             | 1:40.690 | 1:40.074 | 1:39.925 | 5    |
| 6    | 7  | フェリペ・マッサ           | フェラーリ                     | 1:40.942 | 1:40.323 | 1:40.202 | 6    |
| 7    | 9  | ルーベンス・バリチェロ     | ウィリアムズ・コスワース       | 1:40.904 | 1:40.476 | 1:40.203 | 7    |
| 8    | 3  | ミハエル・シューマッハ     | メルセデス                     | 1:41.222 | 1:40.452 | 1:40.516 | 8    |
| 9    | 4  | ニコ・ロズベルグ           | メルセデス                     | 1:40.231 | 1:40.060 | 1:40.589 | 9    |
| 10   | 12 | ヴィタリー・ペトロフ       | ルノー                         | 1:41.018 | 1:40:658 | 1:40.901 | 10   |
| 11   | 11 | ロバート・クビサ           | ルノー                         | 1:41.336 | 1:40.780 |          | 11   |
| 12   | 23 | 小林可夢偉                 | BMWザウバー・フェラーリ        | 1:41.045 | 1:40.783 |          | 12   |
| 13   | 14 | エイドリアン・スーティル   | フォースインディア・メルセデス | 1:41.473 | 1:40.914 |          | 13   |
| 14   | 22 | ニック・ハイドフェルド     | BMWザウバー・フェラーリ        | 1:41.409 | 1:41.113 |          | 14   |
| 15   | 10 | ニコ・ヒュルケンベルグ     | ウィリアムズ・コスワース       | 1:41.015 | 1:41.418 |          | 15   |
| 16   | 15 | ヴィタントニオ・リウッツィ | フォースインディア・メルセデス | 1:41.681 | 1:41.642 |          | 16   |
| 17   | 17 | ハイメ・アルグエルスアリ   | トロ・ロッソ・フェラーリ       | 1:41.707 | 1:41.738 |          | 17   |
| 18   | 16 | セバスチャン・ブエミ       | トロ・ロッソ・フェラーリ       | 1:41.824 |          |          | 18   |
| 19   | 18 | ヤルノ・トゥルーリ         | ロータス・コスワース           | 1:43.516 |          |          | 19   |
| 20   | 19 | ヘイキ・コバライネン       | ロータス・コスワース           | 1:43.712 |          |          | 20   |
| 21   | 24 | ティモ・グロック           | ヴァージン・コスワース         | 1:44.095 |          |          | 21   |
| 22   | 25 | ルーカス・ディ・グラッシ   | ヴァージン・コスワース         | 1:44.510 |          |          | 22   |
| 23   | 21 | ブルーノ・セナ             | HRT・コスワース                | 1:45.085 |          |          | 23   |
| 24   | 20 | クリスチャン・クリエン     | HRT・コスワース                | 1:45.296 |          |          | 24   |

## 決勝
決勝は「トワイライトレース」として現地時間17時に始まる。開始時点では気温29度、路面温度33度。上位10台はいずれもスーパーソフトタイヤを装着しているが、ブリヂストンの分析では10周ほどしか保たない可能性もあり、ミディアムへ交換するタイミングの判断が重要となった。
スタートでは偶数列のマクラーレンの2台が鋭い加速をみせた。ハミルトンは1コーナーでインを狙うが、ポールシッターのベッテルが際どく首位を守った。逆に、アロンソはバトンに抜かれて4番手に後退した。これにウェバー、フェリペ・マッサ（フェラーリ）が続いて1コーナーを通過した。
ヘアピン手前の6コーナーに差し掛かったところでミハエル・シューマッハ（メルセデス）がスピンし、ビタントニオ・リウッツィ（フォース・インディア）のマシンが乗り上げた。散乱した破片を撤去するため、5周目までセーフティーカーが導入された。この間を利用してピットインし、早々とミディアムタイヤに履き替える者もいた。
レース再開後、ベッテルとハミルトンは3番手のバトン以下を引き離してトップ争いを展開する。アロンソはウェバーを後方に従えつつ、4位キープで走行を続ける。リアタイヤのグリップ低下に苦しむウェバーは、状況打開のため11周目にピットインし、ミディアムタイヤに交換した。フェラーリ陣営はこれに反応してマッサをピットに呼ぶが、ウェバーの前でコースに送り出すことはできなかった。
ウェバーがベストタイムを記録したのを見て、アロンソにも15周目にピットインの指示が出される。アロンソは狙い通りウェバーの前をキープしたままコースに復帰したが、セーフティーカー走行中にタイヤ交換を済ませていたニコ・ロズベルグ（メルセデス）とビタリー・ペトロフ（ルノー）に先行を許し、実質的には6番手に後退してしまった。アロンソはペトロフの背後に迫るが、ルノーのマシンは直線スピードが伸びるため、2本のロングストレートでもかわすことができない。ウェバーもアロンソを脅かすほどの勢いがなく、ランキング上位2名は思わぬ苦境に陥った。

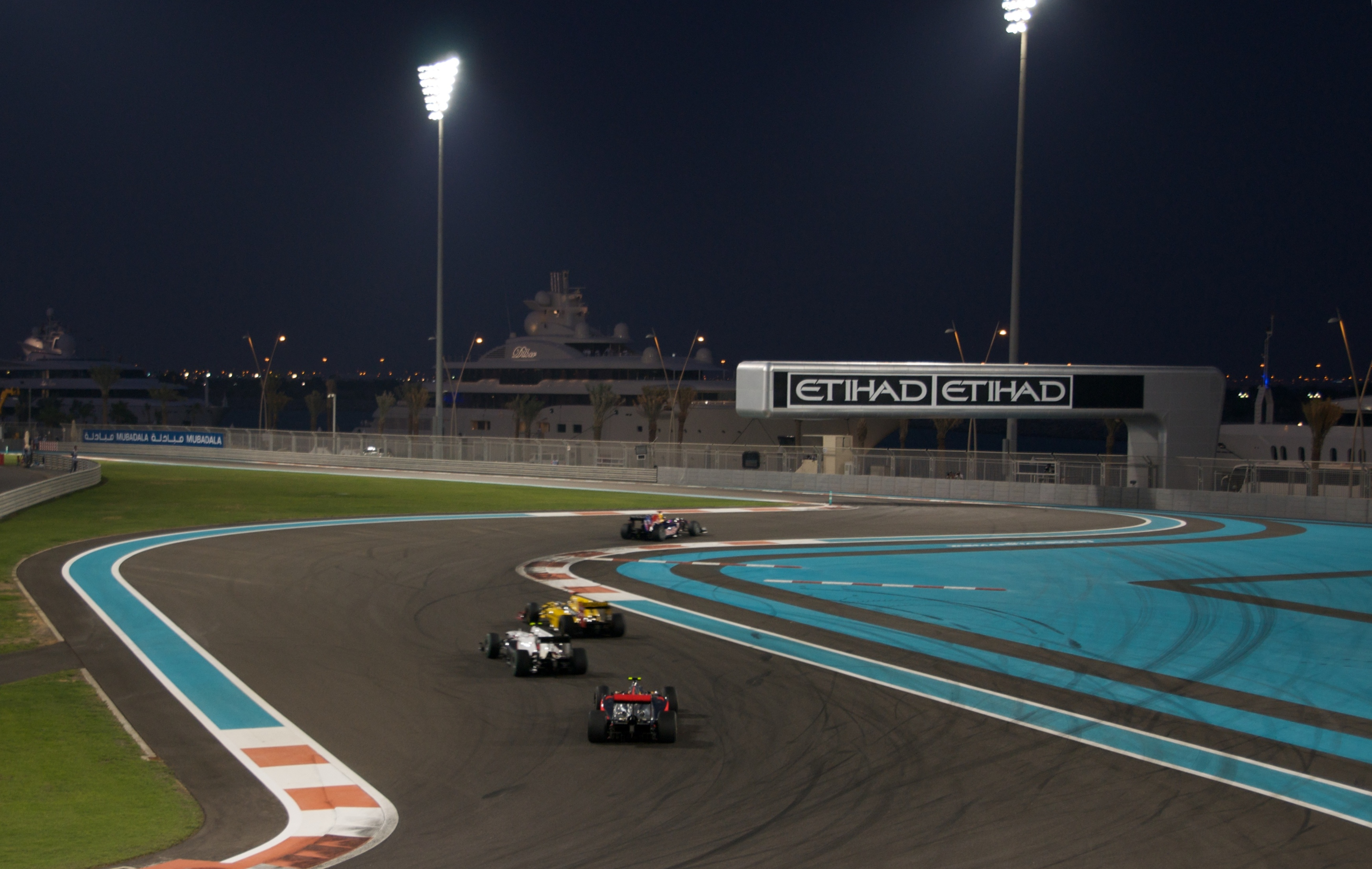
接近戦を展開するベッテル、クビサ、小林、ハミルトンの4台。

レース序盤に発生したタイヤのグレイニングは、路面にラバーが乗ることで改善傾向に向かい、ハミルトンは23周目、ベッテルは24周目までスーパーソフトで走り切った。両者のピットインの間にバトンが首位に立ち、ベッテルを挟んで、予選11位スタートのロバート・クビサ（ルノー）が3位に浮上した。ハミルトンもアロンソと同様にクビサを抜きあぐね、ベッテルとの差が開いてしまった。バトンはスーパーソフトで40周まで粘り、3番手で復帰した。47周目にはクビサもミディアムからスーパーソフトに履き替え、ペトロフの前で復帰した。
一連のタイヤ交換が終わるとベッテルは首位に再浮上し、危なげなく55周を走り切って今期5勝目のチェッカーを受けた。2位ハミルトン、3位バトンに続き、ロズベルグが4位に入賞した時点でベッテルの大逆転チャンピオン獲得が決定した。タイトル争いの伏兵となったルノー勢が5位、6位でゴールし、アロンソは7位、ウェバーは8位というまさかの順位に終わった。
2010年の最終結果は、ベッテルが256点で自身初のドライバーズチャンピオンを獲得。23歳134日での戴冠は、2008年のハミルトンを上回る史上最年少記録となった。2位は252点のアロンソ、3位は242点のウェバー、4位は240点のハミルトン、5位は214点のバトンという順になった。

### 結果
| 順位 | No | ドライバー                 | チーム                         | 周回数 | タイム/リタイア | Grid | Pts. |
| ---- | -- | -------------------------- | ------------------------------ | ------ | --------------- | ---- | ---- |
| 1    | 5  | セバスチャン・ベッテル     | レッドブル・ルノー             | 55     | 1:39'36.837     | 1    | 25   |
| 2    | 2  | ルイス・ハミルトン         | マクラーレン・メルセデス       | 55     | +10.162         | 2    | 18   |
| 3    | 1  | ジェンソン・バトン         | マクラーレン・メルセデス       | 55     | +11.047         | 4    | 15   |
| 4    | 4  | ニコ・ロズベルグ           | メルセデス                     | 55     | +30.747         | 9    | 12   |
| 5    | 11 | ロバート・クビサ           | ルノー                         | 55     | +39.026         | 11   | 10   |
| 6    | 12 | ヴィタリー・ペトロフ       | ルノー                         | 55     | +43.520         | 10   | 8    |
| 7    | 8  | フェルナンド・アロンソ     | フェラーリ                     | 55     | +43.797         | 3    | 6    |
| 8    | 6  | マーク・ウェバー           | レッドブル・ルノー             | 55     | +44.243         | 5    | 4    |
| 9    | 17 | ハイメ・アルグエルスアリ   | トロ・ロッソ・フェラーリ       | 55     | +50.201         | 17   | 2    |
| 10   | 7  | フェリペ・マッサ           | フェラーリ                     | 55     | +50.868         | 6    | 1    |
| 11   | 22 | ニック・ハイドフェルド     | BMWザウバー・フェラーリ        | 55     | +51.551         | 14   |      |
| 12   | 9  | ルーベンス・バリチェロ     | ウィリアムズ・コスワース       | 55     | +57.686         | 7    |      |
| 13   | 14 | エイドリアン・スーティル   | フォースインディア・メルセデス | 55     | +58.325         | 13   |      |
| 14   | 23 | 小林可夢偉                 | BMWザウバー・フェラーリ        | 55     | +59.558         | 12   |      |
| 15   | 16 | セバスチャン・ブエミ       | トロ・ロッソ・フェラーリ       | 55     | +1'03.178       | 18   |      |
| 16   | 10 | ニコ・ヒュルケンベルグ     | ウィリアムズ・コスワース       | 55     | +1'04.763       | 15   |      |
| 17   | 19 | ヘイキ・コバライネン       | ロータス・コスワース           | 54     | +1 Lap          | 20   |      |
| 18   | 25 | ルーカス・ディ・グラッシ   | ヴァージン・コスワース         | 53     | +2 Laps         | 22   |      |
| 19   | 21 | ブルーノ・セナ             | HRT・コスワース                | 53     | +2 Laps         | 23   |      |
| 20   | 20 | クリスチャン・クリエン     | HRT・コスワース                | 53     | +2 Laps         | 24   |      |
| 21   | 18 | ヤルノ・トゥルーリ         | ロータス・コスワース           | 51     | リアウィング    | 19   |      |
| Ret  | 24 | ティモ・グロック           | ヴァージン・コスワース         | 43     | ギアボックス    | 21   |      |
| Ret  | 3  | ミハエル・シューマッハ     | メルセデス                     | 0      | 接触            | 8    |      |
| Ret  | 15 | ヴィタントニオ・リウッツィ | フォースインディア・メルセデス | 0      | 接触            | 16   |      |